# Clinopodium mimuloides
Clinopodium mimuloides — вид квіткових рослин з родини глухокропивових (Lamiaceae).

## Біоморфологічна характеристика
Це багаторічна трава чи напівкущик до 180 см заввишки. Колір квітки: лососево-оранжевий. Час цвітіння: червень, липень, серпень, вересень, жовтень. Горішки коричневі. Тонкі гілки запушені, трава ароматна. Листки мають зубчасті або хвилясті краї і досягають 8 сантиметрів в довжину і 6 в ширину. Квітки виникають у пазухах листків, трубчасті й можуть досягати понад 3 сантиметри у довжину. 

## Поширення
Ендемік центральної Каліфорнії (США).
Населяє вологі місця, береги струмків, чапаралі, ліси.